# Уральский государственный университет путей сообщения
Уральский государственный университет путей сообщения (УрГУПС), основанный в 1956 году — российское высшее учебное заведение, образовательный комплекс, расположенный на территории 5 субъектов РФ: в Екатеринбурге, Перми, Кургане, Челябинске, Тюмени. В состав университетского комплекса входит головной вуз в Екатеринбурге, колледж железнодорожного транспорта УрГУПС, медицинский колледж УрГУПС, Пермский институт железнодорожного транспорта, Челябинский институт путей сообщения, Курганский институт железнодорожного транспорта, филиалы УрГУПС в Тюмени и в Нижнем Тагиле, представительство в Карталы.

## История вуза[2][3]
В середине XX века началось активное освоение производства новых видов продукции, обновлялась техника, расширялись связи Урала с другими регионами страны. Существенно возросло значение железнодорожных перевозок, особенно в Урало-Сибирской зоне. Остро встал вопрос о создании инженерного вуза, готовящего кадры для железных дорог.
17 ноября 1956 года в центре Свердловска на улице Свердлова, 11-а на базе железнодорожного техникума состоялось открытие Уральского электромеханического института инженеров транспорта (УЭМИИТ), которому предстояло подготовить специалистов для железных дорог региона. Всего в институт было зачислено 228 абитуриентов, в том числе 93 медалиста на специальности «Электрификация ж./д. транспорта», «Подвижной состав и тяговое хозяйство», «Автоматика, телемеханика и связь». УЭМИИТ стал первым вузом на Урале, где начали готовить инженеров железнодорожного транспорта, владеющих математическими методами и моделями, а также электронной техникой.
Первые годы в столице Урала наблюдалось значительное развитие высшего транспортного образования. 1957 год — открылся вечерний факультет, 1958 год — созданы два базовых факультета — электромеханический и электротехнический факультеты, 1959 год — начал работу заочный факультет. В 1961 году инженеры первого года выпуска защитили дипломные проекты на «отлично».
16 ноября 1964 году распахнул двери главный учебный корпус УЭМИИТ. Институт расположился в новом здании на живописном берегу реки. Просторные аудитории, лаборатории и кабинеты заняли общеобразовательные, а также все кафедры электромеханического факультета. Институт «с иголочки» — так его назвали свердловские журналисты, увидев новый учебный корпус.
С середины 60-х годов начала расширяться образовательная деятельность вуза. 1966 год — открывается строительный факультет. 1968 год — организована кафедра вагонов и вагонного хозяйства, открыт факультет повышения квалификации руководящих работников и специалистов железнодорожного транспорта. 1971 год — открытие механического факультета. 1974 год — введен в эксплуатацию блок «В» учебного корпуса. 1975 год — основана кафедра строительных конструкций и строительного производства. В результате расширения образовательной деятельности вуза в 70-80-е годы количество студентов увеличилось до 7000 человек, профессорско-преподавательский корпус составил 357 человек, из которых 45 процентов имели ученые степени и звания.
В 90-е годы УЭМИИТ продолжает расширяться, меняется статус вуза. Успешно пройдя аттестацию и лицензирование в 1994 году, вуз получил статус академии и был переименован в Уральскую государственную академию путей сообщения (УрГАПС). На тот момент в ее структуру входили 8 факультетов, 28 кафедр, 34 научных подразделения, 1 филиал и 6 учебно-консультационных пунктов. Начали активно развиваться международные связи вуза.
1999 год — академия получила статус технического университета и стала Уральским государственным университетом путей сообщения (УрГУПС). В этом же году был открыт факультет экономики и управления.
2000 год — вуз переходит на многоуровневую систему подготовки. На всех факультетах открылись новые направления и специальности. В этом году был сдан в эксплуатацию новый спортивный корпус. Вместе с материальной базой вуза развивается наука, обновляются преподавательские и научные кадры, при этом сохраняя преемственность поколений.
2004 год — в состав университета, в качестве факультета железнодорожной медицины вошло Свердловское медицинское училище Свердловской железной дороги. В 2008 году на базе факультета железнодорожной медицины был основан колледж железнодорожной медицины, в 2011 году переименованный в медицинский колледж УрГУПС. Начинает активно формироваться университетский комплекс.
2007 год — в университете образован факультет среднего профессионального образования, на базе присоединённого к вузу Уральского техникума железнодорожного транспорта. В 2008 году факультет был преобразован в колледж железнодорожного транспорта УрГУПС.
Университет продолжает развивать и совершенствовать подготовку молодых квалифицированных специалистов. На базе УрГУПС создается отраслевой региональный центр научно-методического обеспечения, активно участвующий в подготовке кадров для предприятий транспортной отрасли. В структуре университета появляются новые филиалы, Академия корпоративного образования, объединившая Институт заочного образования и Институт дополнительного профессионального образования. Открывается новый учебно-лабораторный комплекс с 12-ю научно-образовательными центрами, спортивный комплекс, возводится жилой дом для молодых преподавателей.
С 7 февраля 2008 года должность ректора занимает Галкин, Александр Геннадьевич.

## Рейтинги
Вошел в топ-100 вузов России в 2020 году по итогам рейтинга агентства WSJ.
Занял 23 место в ежегодном международном рейтинге Евразийских университетов в 2020 и 2021 годах.
Во всероссийском рейтинге «Национальное признание» по предмету «Транспорт» университет занял 9 место среди 95 вузов страны.
Вошел в топ-10 лучших вузов УрФО по результатам локального рейтинга вузов Уральского федерального округа RAEX.

## Ректоры
- 10.08.1956 — 05.08.1974 — Уткин, Иван Васильевич
- 05.08.1974 — 04.01.1987 — Урманов, Рифат Нурович
- 04.01.1987 — 31.07.1990 — Перепелюк, Анатолий Васильевич
- 31.07.1990 — 28.06.2007 — Ефимов, Александр Васильевич
- 07.02.2008 — н.в. — Галкин, Александр Геннадьевич

## Структура университета

### Структурные подразделения
- 6 факультетов (электромеханический, электротехнический, механический, управления процессами перевозок, строительный,  экономики и управления)
- 21 кафедра
- Колледж железнодорожного транспорта
- Медицинский колледж
- Челябинский институт путей сообщения
- Курганский институт железнодорожного транспорта
- Пермский институт железнодорожного транспорта
- Филиал УрГУПС в городе Тюмени
- Филиал УрГУПС в городе Нижнем Тагиле
- Филиал УрГУПС в городе Златоусте
- Представительство УрГУПС в городе Карталы
- Академия корпоративного образования

### Студенты и преподаватели
- 18 000 студентов
- Более 900 высококвалифицированных преподавателей (докторов и кандидатов наук)

### Сроки обучения
- Бакалавр — 4 года
- Специалист — 5 лет
- Магистр — 2 года
- Аспирант — 3-4 года

### Факультеты
- Электромеханический факультет
- Электротехнический факультет
- Факультет управления процессами перевозок
- Строительный факультет
- Механический факультет
- Факультет экономики и управления

## Известные выпускники
- См. Категория: Выпускники Уральского университета путей сообщения